# Age of Empires II: The Forgotten
Age of Empires II: The Forgotten o Age of Empires II HD: The Forgotten (abreviado AoF) es la segunda expansión del videojuego de estrategia en tiempo real de 1999 Age of Empires II: The Age of Kings, de Microsoft, y es la primera expansión del Age of Empires II tras más de una década de su lanzamiento original. Fue publicado en Steam el 7 de noviembre de 2013.
Age of Empires II: The Forgotten surgió a partir de un mod de una expansión no oficial llamado Age of Empires II: The Forgotten Empires, que fue desarrollado por un grupo de fanáticos del juego (Forgotten Empires). La expansión oficial fue desarrollado a base del mod de la expansión no oficial por el mismo equipo con Bert "Cysion" Beckman a la cabeza, y con la ayuda de Skybox Labs, con sede en Vancouver.
Age of Empires II: The Forgotten introduce 5 nuevas civilizaciones (italianos, indios, eslavos, magiares e incas), 7 nuevas campañas, 9 unidades nuevas, 29 nuevas tecnologías (ahora dos tecnologías genéricas y una tecnología única más para cada civilización excepto los godos que ya tenían dos), 2 nuevos modos de juego, 12 nuevos mapas, mejoras de la inteligencia artificial, nuevo tamaño del mapa: descomunal, modo espectador, límite de población de 500 (en el Age of Empires II: The Forgotten Empires era hasta 1000), nuevos logros, etc.
También incluye varios parches de actualización que incorporan nuevos cambios con respecto al Age of Empires II: The Forgotten Empires, destinados principalmente a corregir bugs y balancear las civilizaciones. Se incorporan nuevos sprites para las unidades únicas de algunas civilizaciones nuevas, cuyos diseños originales habían sido modificaciones o reciclajes de sprites no usados por el juego original.
El 5 de noviembre de 2015 se lanzó la tercera expansión llamado Age of Empires II: The African Kingdoms. Una cuarta expansión se lanzó el 19 de diciembre de 2016 llamado Age of Empires II: Rise of the Rajas. Luego el 14 de noviembre de 2019 se lanzó la remasterización definitiva Age of Empires II: Definitive Edition, que combina tanto Age of Empires II: HD Edition como todas sus expansiones, y trae incluido de serie una expansión que se llama The Last Khans, muchas más novedades, etc. El 26 de enero de 2021 lanzaron la sexta expansión en total y la primera expansión de pago del Age of Empires II: Definitive Edition que se llama Age of Empires II: Definitive Edition - Lords of the West. El 10 de agosto de 2021 lanzaron la séptima expansión en total y la segunda expansión de pago del Age of Empires II: Definitive Edition que se titula Age of Empires II: Definitive Edition - Dawn of the Dukes.

## Campañas
Age of Empires IIːThe Forgotten añade 7 nuevas campañas al juego:
- Alarico: Alarico I, rey de los godos, pugna por conquistar Roma con ayuda de su hermano Ataúlfo.
  1. Todos los caminos conducen a una ciudad sitiada.
  2. ¡Asoman legionarios!
  3. Emperador de Occidente.
  4. El Saqueo de Roma.
- Drácula: se relatan las hazañas del príncipe valaco Vlad III contra el Imperio otomano.
  1. El Dragón despliega sus alas.
  2. El retorno del Dragón.
  3. El aliento del Dragón.
  4. Asciende la luna.
  5. Cae la noche.
- Bari: la campaña narra la disputa de la ciudad italiana de Bari entre sarracenos, bizantinos y normandos a través de la historia de una familia.
  1. El arribo a Bari.
  2. La rebelión de Melo.
  3. El gran asedio.
- Sforza: campaña ambientada en la Italia del siglo XV en que Sforza ofrece sus servicios al mejor postor, hasta convertirse en duque de Milán.
  1. Un fin y un comienzo.
  2. O Fortuna.
  3. La mano de una hija.
  4. La República Ambrosiana.
  5. Un nuevo duque para Milán.
- El Dorado: Francisco de Orellana y Gonzalo Pizarro van en busca de El Dorado, la legendaria ciudad de oro que se cree se oculta en algún lugar de la selva amazónica.
  1. La Canela.
  2. La separación.
  3. Las amazonas.
  4. Los caníbales.
- Prithviraj: el nuevo rey de los Chauhan, Prithvi Raj III, está decidido a unir bajo su estandarte a todos los clanes rajputs que fracturan la India a finales del siglo XII.
  1. Un guerrero prometedor.
  2. El Digvijaya.
  3. La fuga.
  4. Batallas de Taraori.
- Batallas de los olvidados: una serie de ocho escenarios individuales sobre batallas históricas poco conocidas (el último escenario no se puede jugar ya que fue eliminado en el desarrollo).
  1. Bujará: entre el Imperio sasánida y los heftalitas (557).
  2. Dos Pilas: el ataque del rey Yuknoom Ch'een II a la ciudad de Dos Pilas (648).
  3. York: las incursiones vikingas en las islas británicas, centradas en York (865).
  4. Honfoglalás: es la conquista magiar contra los Pechenego y los búlgaros (895).
  5. LangshanJiang: la batalla naval entre los estados de Wuyue y Wu (919).
  6. Kurikara: batalla entre los clanes Taira y Minamoto (1183).
  7. Chipre: describe la conquista de la isla por Ricardo Corazón de León (1191).
  8. Bafea: la batalla entre el naciente imperio de Osmán I y los bizantinos (1302).
  9. Kaesong: reúne Corea una vez más a manos de un famoso general coreano (936).

Nota: el escenario Kaesong lo iban a añadir en la expansión pero debido a limitaciones de tiempo al final lo eliminaron, aun a si todavía se puede descargar.

## Multijugador
El modo multijugador que está mantenido por Steam introduce el modo espectador, que permite al espectador ver las partidas multijugador en línea, y también permite la transmisión directa a Twitch.tv.

## Civilizaciones
La expansión añade 5 nuevas civilizaciones: italianos, indios, eslavos, magiares e incas.
Estas civilizaciones vienen acompañadas de dos nuevos estilos arquitectónicos: uno exclusivo para los italianos, y otro para los eslavos y los magiares (Europa Oriental). Por su parte los indios adoptan el estilo arquitectónico del Oriente Medio, y los incas el estilo arquitectónico americano.
| Civilización y especialidades                          | Bonificaciones y bonificación de equipo | Unidades únicas                                                               | Tecnologías únicas | |
| ------------------------------------------------------ | --- | ----------------------------------------------------------------------------- | --- | --- |
| Eslavos. Civilización de infantería y armas de asedio. | Granjeros trabajan un 15% más rápido; Suministros y Gambesones gratis; unidades del taller de maquinarias de asedio cuestan -15%; Monjes se mueven un 20% más rápido Bonus de equipo: cada edificio militar admite 5 unidades de población. | Boyardo (caballería con eficaz armadura cuerpo a cuerpo).                     | Detinets (Un 40% del coste de piedra de los castillos se convierte en madera). Druzhina (infantería daña también a enemigos contiguos al atacar).                       | |
| Incas. Civilización de infantería.                     | Unidades militares cuestan -10% en Alta Edad Media/-15% en Edad Feudal/ -20% en la Edad de los Castillos/-25% en la Edad Imperial de alimento; mejoras de infantería de la herrería afectan a los aldeanos desde la Edad de los Castillos; casas admiten 10 unidades de población; edificios cuestan -15% de piedra. Bonus de equipo: Empiezan con una Llama Gratis. | Kamayuk (infantería anti caballería) y hondero (arquero anti infantería).     | Guaracas (guerrilleros y honderos no tienen alcance mínimo y Honderos obtienen +1 de ataque). Postas (kamayuk, guerreros águila y honderos obtienen +1/+2 de armadura). | |
| Indios. Civilización de camellos y pólvora.            | Aldeanos cuestan -5% en la Alta Edad Media, -10% en la Edad Feudal, -15% en la Edad de los Castillos, -20% en la Edad Imperial; aldeanos pescan un 10% más rápido; Unidades de Establo obtienen +1/+2 de Armadura Anti-proyectil en la Edad de Los Castillos/Imperial. Bonus de equipo: camellos tienen +4 de ataque contra edificios.                               | Elefante arquero (arquero montado) y camello imperial (camello).              | Sultanato (toda forma de acumulación de oro es un 10% más rápido (minería, comercio, reliquias)). Shatagni (artilleros manuales tienen +1 de alcance).                  | |
| Italianos. Civilización naval y de arqueros.           | Avanzar a la siguiente edad cuesta -15%; tecnologías de muelle y universidad cuestan -33%; pesqueros cuestan -15%; unidades de pólvora cuestan -20%. Arqueros a pie y Condotiero obtienen +1/+1 de armadura. | Bonus de equipo: condotiero disponible en cuarteles.                          | Ballestero genovés (arquero anti caballería) y condotiero (infantería anti artillería).                                                                                 | Ruta de la seda (carretas de mercancías y urcas mercantes cuestan -50%. Pirotecnia (Artilleros Manuales tienen un 90% de punteria y su proyectiles hace 15% de daño de paso). |
| Magiares. Civilización de caballería ligera.           | Aldeanos eliminan a los lobos de un golpe; forja, fundición de hierro y alto horno gratis; caballería de exploración, caballería ligera y húsares cuestan -15%. Bonus de equipo: arqueros a pie tienen +2 LDV (Bonificacion Vieja). Arqueros Montados se entrenan un 25% más rápido (Bonificacion reciente).                                                         | Huszar magiar (caballería ligera que causa daño adicional a armas de asedio). | Ejército Corviniano (Costo de oro del Huszar Magyar se reemplaza por alimento). Arco recurvo (arqueros a caballo tienen +1 de ataque y +1 de alcance).                  | |

## Unidades
Además de las nuevas unidades que se pueden entrenar de las civilizaciones nuevas, la expansión trae nuevas unidades que no se pueden entrenar ni crear. Disponibles en el editor: legionario, centurión, guerrera amazona, torre de asedio, lanzallamas, espadachín oriental, espadachín nórdico, reina, piquero pesado, jenízaro real, canoa, sanyogita, etc. Además de nuevos héroes.
La expansión agrega una nueva unidad genérica: explorador águila.
También se añadieron nuevas unidades "gaia": oso, vaca, camello, delfín, llama, pingüino, etc.
Las nuevas unidades únicas de las nuevas civilizaciones son las siguientes: boyardo, kamayuk, hondero, elefante arquero, camello imperial, ballestero genovés, condotiero, huszar magiar.

## Edificios
Nueva construcción genérica:
- Portón de madera: puerta de madera para las empalizadas.

### Maravillas

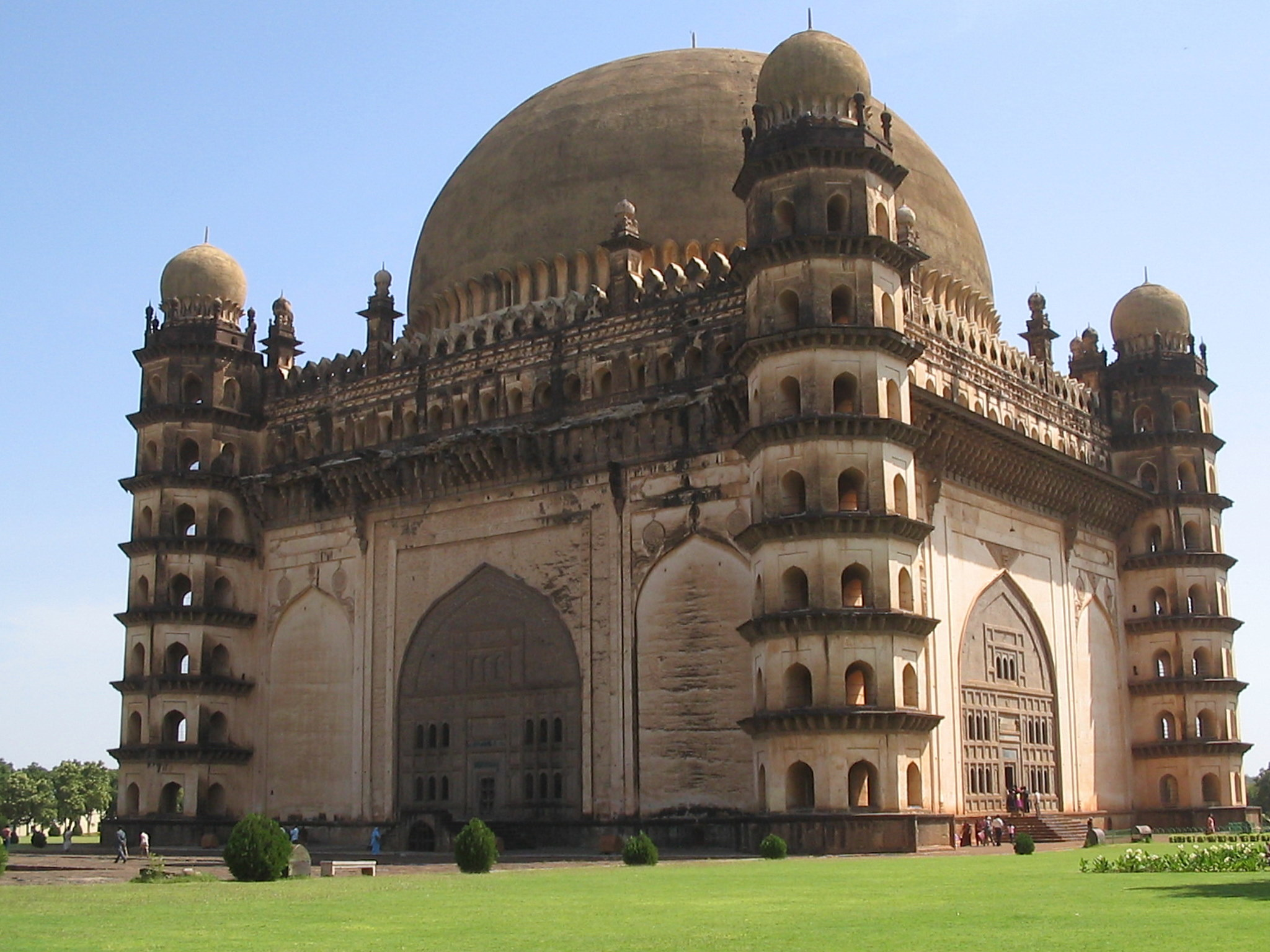
Gol Gumbaz, maravilla que representa a los indios.

Como en las anteriores entregas desde el Age of Empires II: The Age of Kings, cada nueva civilización tiene su propia maravilla única.
| Civilización | Maravilla                |
| ------------ | ------------------------ |
| Eslavos.     | Kizhi Pogost.            |
| Incas.       | Coricancha.              |
| Indios.      | Gol Gumbaz.              |
| Italianos.   | Catedral de San Lorenzo. |
| Magiares.    | Castillo de Hunyad.      |

## Tecnologías
La expansión incorpora 2 tecnologías nuevas genéricas:
- Red agallera: aumenta la productividad de los pesqueros en un 20%. Disponible para todas las civilizaciones.
- Guerrero águila: mejora el explorador águila a guerrero águila. Disponible para los aztecas, incas y mayas.

Adicionalmente, la expansión añade una tecnología única más para cada civilización (excepto para los godos que ya tenían dos tecnologías únicas) en el Age of Empires II: HD Edition. Lo que hace que todas las civilizaciones tengan dos tecnologías únicas. Una está disponible en la Edad de los Castillos y la otra en la Edad Imperial. A continuación las nuevas tecnologías únicas:
| Civilización | Tecnología única                                                                | Disponibilidad                                                     | Efecto |
| ------------ | ------------------------------------------------------------------------------- | ------------------------------------------------------------------ | --- |
| Persas.      | Barbacana (Kamandaran en la edifion definitiva).                                | Edad de los Castillos.                                             | Castillos hacen +9 de daño a arietes (línea de arqueros no cuesta oro pero cuesta más madera).                                                                                     |
| Vikingos.    | Hérsires.                                                                       | Edad de los Castillos.                                             | Infantería obtienen +5 de daño contra caballería y +4 de daño contra camellos y genera 5 unidades de oro por matar aldeanos y 20 unidades por matar monjes y unidades de comercio. |
| Francos.     | Código caballeresco.                                                            | Edad de los Castillos (Movida a Imperial en la edición definitiva. | Establos trabajan un 40% más rápido. |
| Bizantinos.  | Fuego griego.                                                                   | Edad de los Castillos.                                             | Barcos de fuego obtienen +1 de rango, Torres Bombardeo obtienen un daño de área y el Daño de área del Dromon se mejora.                                                            |
| Españoles.   | Inquisición.                                                                    | Edad de los Castillos.                                             | Monjes y Misioneros convierten más rápido, los misioneros ganan +1 de alcance. |
| Teutones.    | Blindaje.                                                                       | Edad de los Castillos.                                             | Armas de asedio obtienen +4/+0 en armadura. |
| Sarracenos.  | Madraza (Eliminado en la Edición Definitiva).                                   | Edad de los Castillos.                                             | Monjes eliminados devuelven un 33% de su costo. |
| Chinos.      | Gran Muralla.                                                                   | Edad de los Castillos.                                             | Muros y torres obtienen +30% en puntos de resistencia. |
| Hunos.       | Marauders.                                                                      | Edad de los Castillos.                                             | Tarcanos se crean en establos. |
| Mongoles.    | Nómadas.                                                                        | Edad de los Castillos.                                             | No se pierde límite máximo de población por destrucción de casas. |
| Coreanos.    | Panokseon (Eupseong en la edición definitiva).                                  | Edad de los Castillos.                                             | Barcos tortuga se mueven un 15% más rápido (torre de guardia obtiene +2 de alcance).                                                                                               |
| Turcos.      | Sipahi.                                                                         | Edad de los Castillos.                                             | Arqueros a caballo obtienen +20 puntos de resistencia. |
| Celtas.      | Fortalezas.                                                                     | Edad de los Castillos.                                             | Castillos y torres disparan un 33% más rápido y los castillos curan a unidades de infantería aliadas por 30 puntos de resistencia por minuto en un radio de 7 casillas.            |
| Mayas.       | Saeta de Obsidiana (Lanzadores de Javalina Hul'che en la edificion definitiva). | Edad de los Castillos.                                             | Línea de arqueros obtienen +6 de ataque contra edificios (guerrilleros lanzan un segundo proyectil).                                                                               |
| Ingleses.    | Warwolf.                                                                        | Edad Imperial.                                                     | Trebuchet hace daño de área. |
| Japoneses.   | Yasama.                                                                         | Edad de los Castillos.                                             | Torres disparan flechas extra. |

## Entorno gráfico
La expansión incluye una nueva IA llamada IA mejorada Promiskuitiv's. El jugador puede escoger entre esta, y la anterior IA del Age of Empires II: The Conquerors (Petersen AI).
La expansión del juego incluyó diez nuevas ambientaciones en el "mapa aleatorios"ː cenotes (mapa abierto, estilo árabe), ciudad de lagos (mapa de agua semicerrado), escondite (comienzo en un escondite en el bosque), Budapest (se comienza con dos centros urbanos), estepa (mapa nómada, con 3 aldeanos extra), valle (mapa semiabierto, con un río en el medio), colina fuerte (mapa tipo bosque), lombardía (mapa abierto, jugadores comienzan junto a sus compañeros de equipo), acrópolis (mapa muy abierto), puente dorado (mapa con un puente en el centro, contentivo de oro).

## Recepción y crítica
Aunque no hay ninguna revisión oficial, la mayoría de la recepción para Age of Empires II: The Forgotten viene de la comunidad de Steam, y tiene una calificación de 9/10.
La mayoría de los comentarios alabaron las 5 nuevas civilizaciones, las nuevas tecnologías, las correcciones y balances de unidades, los nuevos mapas, el diseño de las 7 nuevas campañas, y otros contenidos.
Sin embargo, la nueva IA y el contenido de las campañas fueron considerados "malos". Las campañas fueron atacadas por dejar el estilo en algunos escenarios de "construir y destruir", por modos de juego como "fuerza fijo" o "regicidio con un héroe" (utilizado en muchos escenarios aficionados) junto con unidades de ser pegadas en "eyecandy", siendo muy difícil y "no le permite jugar/unskippable escenas".